# Chikilidae
A Chikilidae a kétéltűek (Amphibia) osztályának és a lábatlan kétéltűek (Gymnophiona) rendjének egyik családja.
A családba 1 nem és 4 faj tartozik.

## Tudnivalók
A Chikilidae-fajok az indiai lábatlan kétéltűek családját alkotják. Ez a kétéltűcsalád, a tizedik felfedezett család a lábatlan kétéltűek rendjéből. Az állatokat ötéves kutatómunka után találták meg. Körülbelül 250 talaj ásást végeztek, amíg Északkelet-Indiában rájuk bukkantak. Az állatok körülbelül 8-10 centiméter hosszúak.
E fajok, kifejlődve bújnak ki a tojásokból, átszökve a kétéltűekre jellemző lárvaállapotot. A nőstények 2-3 hónap alatt kiköltik kicsinyeiket; ez idő alatt pedig nem táplálkoznak. Az állatok látása gyenge. Koponyájuk a földalatti ásó életmódhoz alkalmazkodott.

## Rendszertani besorolásuk
A Chikilidae családba, csak a Chikila Kamei et al. (online, 2012) nevű nem tartozik. A „Chikila” név, az északkeleti-indiai Garo törzsi nyelvből származik.
- Chikila alcocki Kamei et al., 2013
- Chikila darlong Kamei et al., 2013
- Chikila fulleri (Alcock, 1904) Kamei et al. 2012. – típusfaj
- Chikila gaiduwani Kamei et al., 2013

## Rokon családok
Amíg fel nem fedezték ezt a családot, a lábatlan kétéltűek rendjében csak kilenc család volt. Ennek a 9 családnak a fajai a nedves trópusi területeket kedvelik. Előfordulási helyeik: Délkelet-Ázsia, India, Srí Lanka, Kelet- és Nyugat-Afrika, a Seychelle-szigetek, valamint Dél-Amerika északi és keleti részei. Az alaktani és DNS vizsgálatok, azt mutatták, hogy ezek az állatok a rend többi fajaitól elkülönülve fejlődtek ki; már a dinoszauruszok idején is megjelentek. A legközelebbi rokonaik Afrikában élnek.
A tudósok, az északkelet-indiai Chikilidae-fajok családfáját visszavezették a kelet- és nyugat-afrikai lábatlan kétéltűek ágához. A két csoport körülbelül 150 millió évvel ezelőtt válhatott el egymástól, amikor is a déli óriás kontinens szétvált.

### Fordítás
- Ez a szócikk részben vagy egészben  a   Chikilidae című angol Wikipédia-szócikk ezen változatának fordításán alapul.  Az eredeti cikk szerkesztőit annak laptörténete sorolja fel. Ez a jelzés csupán a megfogalmazás eredetét és a szerzői jogokat jelzi, nem szolgál a cikkben szereplő információk forrásmegjelöléseként.